# Viktor Seßler Freiherr von Herzinger

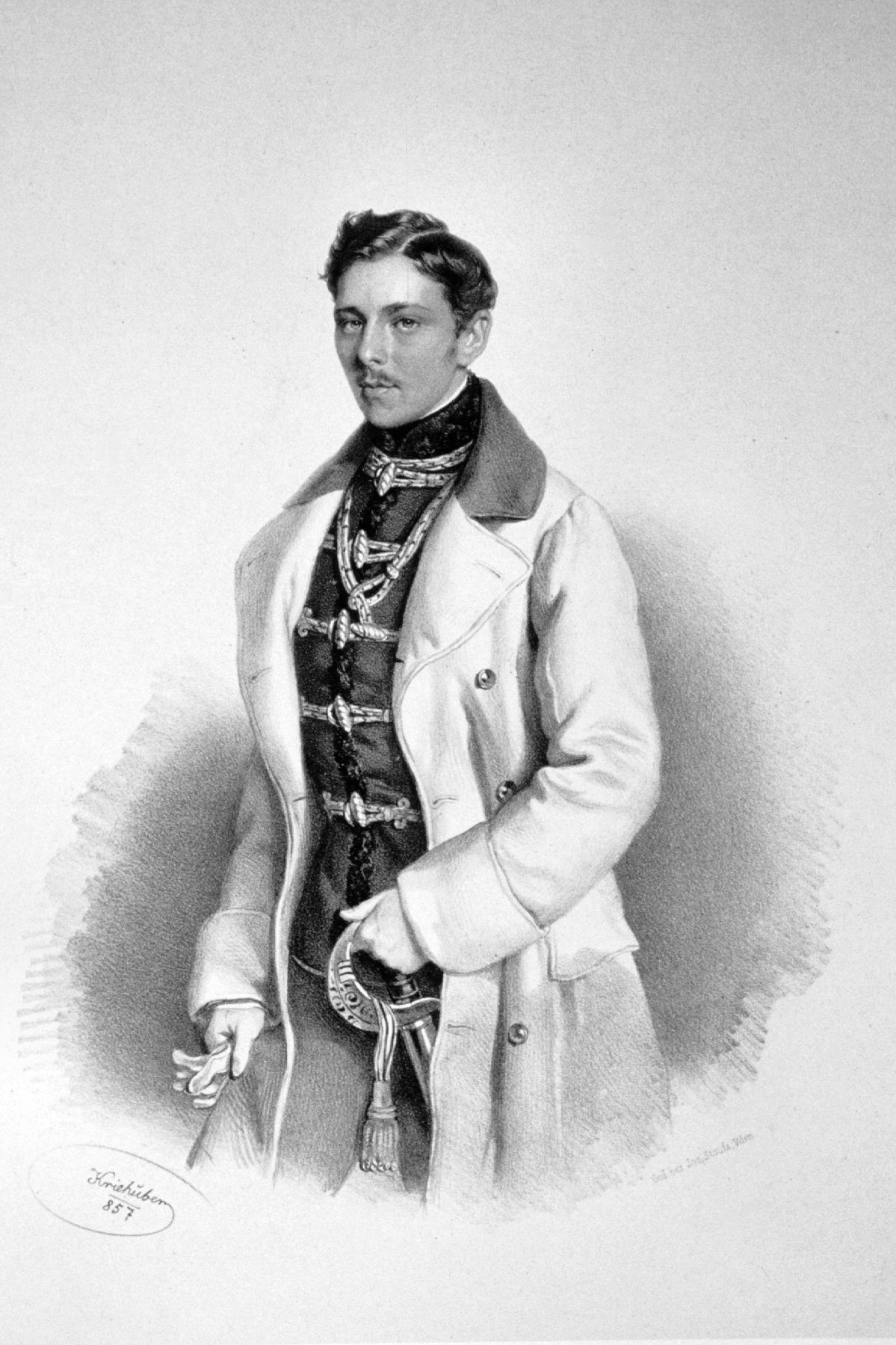
Viktor Seßler Freiherr von Herzinger, 1857

Viktor Seßler Freiherr von Herzinger (* 10. Dezember 1836 in Wien; † 14. Jänner 1899 in Graz) war ein österreichischer Montanindustrieller und Politiker. Er führte mehrere Eisen- und Hüttenwerke und besaß umfangreichen Landbesitz in der oberen Steiermark. Von 1868 bis 1873 war er Abgeordneter zum Steiermärkischen Landtag. 

## Leben
Viktor Seßler war der Enkel des Vordernberger Radmeisters Josef Seßler, der als Industriepionier der Obersteiermark gilt, da er bereits um 1840 bei Krieglach ein Walzwerk und bei Vordernberg einen Hochofen errichtet und damit unter anderem das gesamte Eisen für den Bau der Semmeringbahn geliefert hatte. Nach dem Tod des Großvaters erbte Viktor Seßler bereits als Sechsjähriger dessen gesamten Besitz.
Nachdem er das Gymnasium absolviert und mehrere Jahre als Offizier in der österreichischen Armee gedient hatte, übernahm Viktor Seßler im Jahr 1861 schließlich die Leitung aller im Familienbesitz stehenden Eisen- und Hüttenwerke im Mürztal sowie der landwirtschaftlichen Güter Großlobming und Farrach, des Bergbaus in Fohnsdorf sowie weiterer Besitzungen im oberen Murtal. Seßlers Werke galten, nicht zuletzt durch die innovativen Ideen seines Onkels, Carl von Prevenhueber, als technisch besonders fortschrittlich. Ab den späten 1860er-Jahren geriet Seßler in wirtschaftliche Schwierigkeiten und verkaufte in der Folgezeit wesentliche Teile seiner Werke an die Vordernberg-Köflacher-Montanindustrie-Gesellschaft, einen Vorläufer der Österreichisch-Alpine Montangesellschaft.

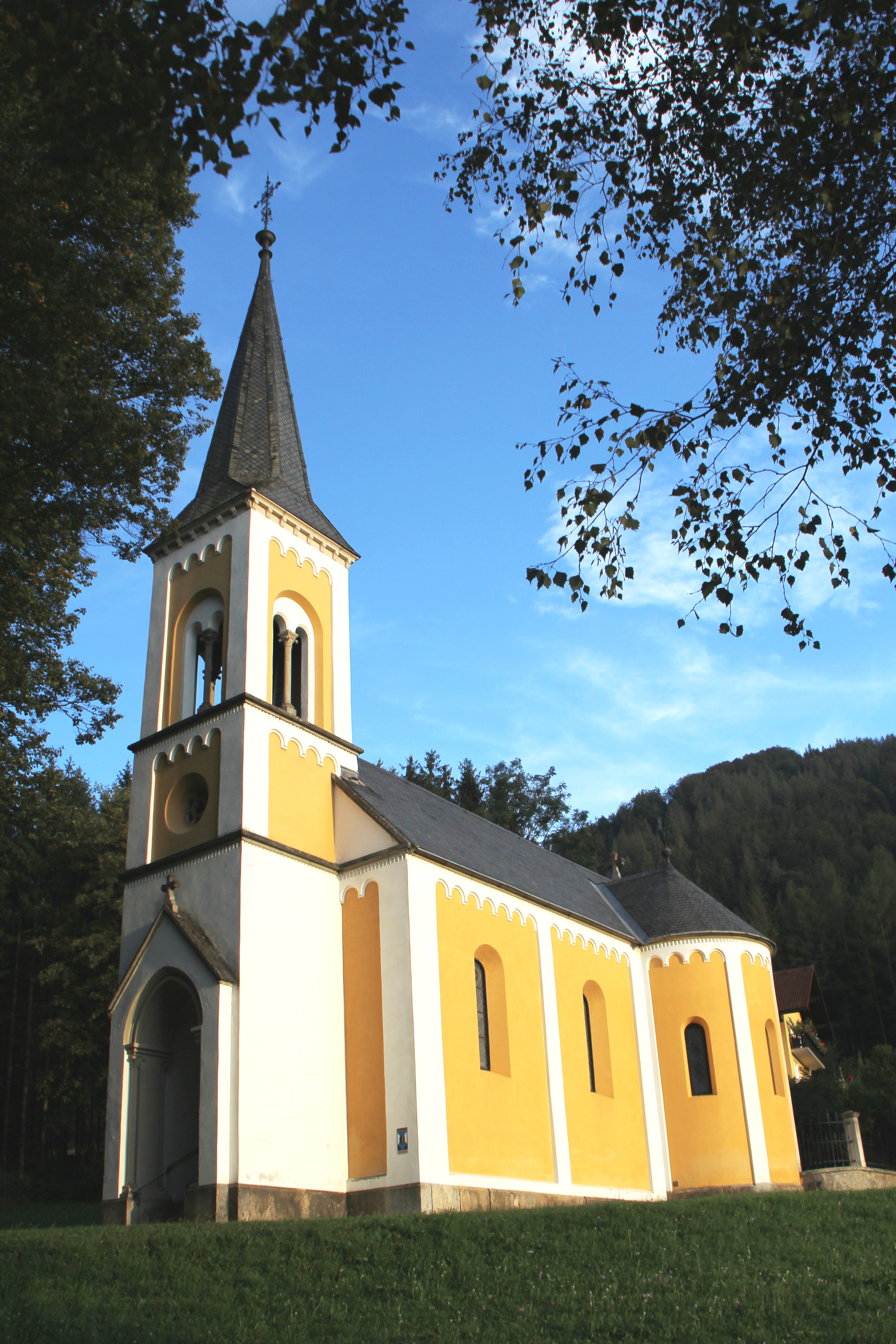
Die Gölkkapelle bei Krieglach

Da er für seine Hammer- und Eisenwerke großen Bedarf an Holzkohle hatte, kaufte er Bauerngüter rund um Krieglach auf, der engeren Heimat des Schriftstellers Peter Rosegger. In seinem 1887 erschienenen Roman Jakob der Letzte griff Rosegger diese Thematik auf. Der Historiker Othmar Pickl geht davon aus, dass die Figur des Kampelherren, eines reichen Industriellen, der die Bauern um ihren Besitz bringt, nach dem Vorbild Viktor Seßlers gestaltet wurde. 
Neben seinen industriellen Funktionen gründete Seßler die Steiermärkische Escomptebank sowie die Stadtsparkasse Judenburg und war in verschiedener Weise karitativ tätig. 1870 stiftete er seine Kunstsammlung testamentarisch der Alten Galerie Graz, zu deren Beständen er dadurch einen wesentlichen Beitrag leistete.
1858 heiratete er Helene Freiin v. Herzinger (1836–1882), Tochter eines Feldmarschall-Leutnants. 1866 wurde Seßler mit dem Prädikat von Herzinger in den Ritterstand, 1869 in den Freiherrenstand erhoben. Nach dem frühen Tod seiner Frau ließ Seßler die Gölkkapelle bei Krieglach als Grabkapelle mit Familiengruft umbauen bzw. erweitern. Auch er selbst wurde nach seinem Tod in der Kapelle beigesetzt.